# Y.S. Rajasekhara Reddy

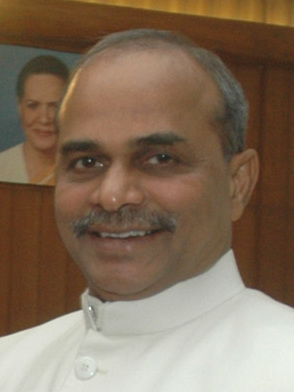
Y.S. Rajasekhara Reddy

Yeduguri Sandinti Rajasekhara Reddy (Pulivendula, 8 juli 1949 – Andhra Pradesh, 2 september 2009) was een Indiaas politicus voor de Congrespartij.
Reddy was minister voor plattelandsontwikkeling van de staat Andhra Pradesh van 1980-1982, minister van belastingen in 1982 en minister van onderwijs van 1982-1983.
In 2003 ondernam hij een maandenlange 'paadayaatra' (rondgang) door verschillende districten van Andhra Pradesh en leidde de partij naar een overwinning in de algemene verkiezingen van 2004.
Hij werd vervolgens chief minister van Andhra Pradesh. Reddy's voornaamste doelstelling was het verminderen van de armoede van de lokale boeren. Tijdens zijn ambtstermijn startte hij verschillende irrigatieprojecten op, bouwde het gezondheidszorgstelsel verder uit en organiseerde hij een systeem van goedkope leningen voor kleine beginnende ondernemingen.
In mei 2009 werd hij herkozen. In september 2009 kwam hij om het leven bij een helikopterongeluk.
- Gemeinsame Normdatei: 1089890427
- International Standard Name Identifier: 0000 0000 4009 7987
- Library of Congress Control Number: n2005211460
- Virtual International Authority File: 14189674
- WorldCat: E39PBJth8FjbdBr8krVqFwjKVC